# Flashpoint (film, 2007)
Pour les articles homonymes, voir Flashpoint.
Pour plus de détails, voir Fiche technique et Distribution.
Flashpoint (chinois traditionnel : 導火線 ; pinyin : Dou fo sin ; chinois simplifié : 導火線) est un film hongkongais réalisé par Wilson Yip, avec la star et producteur Donnie Yen, qui pratique ici le combat libre.
Yen interprète un policier qui fait entrer un agent dormant dans une triade de trois frères vietnamiens.

## Synopsis
L'histoire se déroule avant la rétrocession (1997) de Hong Kong à la Chine.
Depuis des années, Ma Jun, un sergent de la police criminelle travaille sur une affaire impliquant une triade composée de trois frères vietnamiens, Archer, Tony et Tiger.
Ma a infiltré un agent dormant, son coéquipier Wilson, dans le gang. Wilson a réussi à gagner la confiance et le respect des trois frères, mais les deux flics s'entendent mal. Au cours d'une opération de police qui s'envenime, Tiger et Tony découvrent la réelle identité de Wilson, alors qu'Archer se fait capturer. Les deux frères se promettent alors de sauver leur frère en détruisant les preuves et en tuant les policiers et les témoins impliqués dans l'affaire.

## Fiche technique
- Réalisation : Wilson Yip
- Scénario : Kam-Yuen Szeto et Lik-Kei Tang
- Producteur : Nansun Shi et Donnie Yen
- Musique : Chan Kwong-Wing
- Photo : Cheung Man-Po
- Montage : Cheung Ka-Fai
- Langue : Cantonais
- Budget : HK$8, 000,000
- Décors : Kenneth Mak
- Costumes : Pik Kwan Lee
- Genre : Action, policier
- Durée : 88 minutes
- Pays :  Hong Kong -  Chine
- Langue : cantonais - anglais - vietnamien
- Dates de sortie :
  -  Hong Kong : 9 août 2007
  -  France : 21 janvier 2009 (première DVD)

## Distribution
- Donnie Yen (VFB : Mathieu Moreau) : Détective Ma Jun
- Louis Koo (VFB : Damien Gillard) : Wilson
- Collin Chou (VFB : Valéry Bendjilali) : Tony
- Lui Leung-Wai (VFB : Lionel Bourguet) : Archer Sin
- Xing Yu (VFB : Pablo Hertsens) : Tiger
- Fan Bingbing (VFB : Séverine Cayron) : Judy / Chiu-Tai
- Kent Cheng (VFB : Martin Spinhayer) : Inspecteur Wong
- Xu Qing (VFB : Alexandra Corréa) : Madame Lau
- Irene Yuen Yuen Wang : Cindy / Ying
- Ha Ping (VFB : Laurence César) : la mère de Tony

## Production
Ce film marque la troisième collaboration entre Wilson Yip et Donnie Yen après SPL : Sha po lang et Dragon Tiger Gate. Le scénario est cosigné par Szeto Kam-Yuen qui avait déjà cosigné le script de SPL.

### Récompenses
27e Hong Kong Film Awards
- Meilleure chorégraphie d'action : (Donnie Yen)

Golden Horse Film Awards 2007
- Meilleure chorégraphie d'action : (Donnie Yen)

## Sources
- (en) Cet article est partiellement ou en totalité issu de l’article de Wikipédia en anglais intitulé « Flash Point (film) » (voir la liste des auteurs).